# هیلزدیل، شهرستان مونمووث، نیوجرسی
هیلزدیل (به انگلیسی: Hillsdale) یک منطقهٔ مسکونی در ایالات متحده آمریکا است که در مارلبورو، نیوجرسی واقع شده‌است. هیلزدیل ۷۱٫۰۲ متر بالاتر از سطح دریا قرار دارد.